# Lista de episódios de The Fresh Beat Band
The Fresh Beat Band é uma série americana que estreou na Nickelodeon em 24 de Agosto de 2009 e foi finalizada em 7 de Dezembro de 2013, mas teve um episódio especial em 21 de Abril de 2013.

## Resumo
| Temporada | Temporada | Episódios | Exibição original    | Exibição original     |
| Temporada | Temporada | Episódios | Estreia de temporada | Final de temporada    |
| --------- | --------- | --------- | -------------------- | --------------------- |
|           | 1         | 20        | 24 de Agosto de 2009 | 28 de Maio de 2010    |
|           | 2         | 20        | 30 de Agosto de 2010 | 24 de Julho de 2011   |
|           | 3         | 20        | 24 de Junho de 2011  | 7 de Dezembro de 2013 |
|           | Especial  | 1         | 21 de Abril de 2013  | 21 de Abril de 2013   |

## Episódios

### Temporada 1: 2009–10
| Número do episódio | Data de exibição nos EUA | Data de exibição no Brasil | Episódio            | Descrição |
| 1                  | 26/08/2009               | 11/11/2013                 | Pernas Doidas       | Shout está tão animado para se apresentar hoje que ele desenvolveu um caso de pernas doidas! Então os Fresh Beats vêm com um plano que fará com que eles possam se apresentar juntos. Todos fazem a dança das pernas doidas! |
| 2                  | 24/08/2009               | 12/11/2013                 | Todos Juntos        | A Fresh Beat Band quer fazer algo especial para a professora de música. O aniversário da Dona Piccolo está chegando então eles decidem trocar o papel de parede da sala de aula. Enquanto colocam o papel , Kiki e Twist acidentalmente ficam colados juntos com a cola do papel de parede. Eles tentam continuar trabalhando, mas é muito difícil, então Shout e Marina têm que descobrir um jeito de descolá-los e terminar o trabalho à tempo para o aniversário da Dona Piccolo.                                                                     |
| 3                  | 24/08/2009               | 13/11/2013                 | Vamos Agitar        | Enquanto pratica seu solo de bateria para a grande apresentação de hoje a noite, Marina quebra sua bateria. Os Fresh Beats tentam achar qualquer tipo de material para fazer uma nova bateria – uma lixeira, tampas, canos e até uma mesa! |
| 4                  | 27/08/2009               | 14/11/2013                 | A Nova Dança        | Os Fresh Beats estão tendo problema em aprender uma dança que Kiki coreografou. Após uma ida ao Suco com Swing, Melody os ensina que se você colocar os passos numa canção, você pode se lembrar deles muito mais fácil! |
| 5                  | 01/09/2009               | 15/11/2013                 | A Dança dos Bichos  | Melody está servindo uma nova linha de sucos de cenoura saborosos em sua loja. Ela pede para Marina vestir uma fantasia de coelho para ajudar a divulgá-la. Marina não quer usar a fantasia de coelho porque ela tem um novo vestido que quer vestir. Ela aceita usar a fantasia porque Melody é uma amiga. Para dar apoio moral, Kiki, Shout, e Twist se vestem como animais e vão ao Suco com Swing para ajudar. |
| 6                  | 31/08/2009               | 20/01/2014                 | As Pantufas de Pato | É dia de sapateado na Escola de Música. Shout está animado, e pratica seus passos de sapateado a caminho da aula. Porém, ele acaba chutando seus sapatos para fora de seus pés que caem em uma árvore. Shout precisa de sapatos para sapatear, então Marina empresta suas pantufas de pato para ele. |
| 7                  | 03/09/2009               | 21/01/2014                 | Vamos Pular         | Os Fresh Beats estão decidindo qual canção vão tocar no próximo concerto. Twist quer tocar alguma coisa rápida. Ele começa a correr no lobby, e acidentalmente quebra a bateria da Marina. Shout, Kiki, e Marina tentam convencer Twist de que ele precisa desacelerar. Twist tem um plano diferente. Ele transforma seu quarto em um pula-pula. Desse jeito ele pode pular muito rápido e não se preocupar em quebrar alguma coisa. O plano funciona até Twist quebrar a bateria da Marina outra vez.                                                   |
| 8                  | 02/09/2009               | 22/01/2014                 | Unidos Nessa Banda  | Os Fresh Beats vão escolher instrumentos diferentes para tocar na escola de música hoje! A Marina vai tocar xilofone, o Shout a sanfona, a Kiki o sino de vaca, e Twist quer tocar tocar tudo! |
| 9                  | 20/10/2009               | 23/01/2014                 | O Suco Congelante   | Está muito quente para ensaiar e os Fresh Beats querem se esfriar tomando um suco. Melody os deixa no comando da loja e logo eles fazem sucos congelantes que congela a todos. Logo eles criam a dança da estátua! |
| 10                 | 21/10/2009               | TBA                        | Vamos Cantar Juntos | Kiki e Shout têm que cantar um dueto para a Escola de Música. Eles estão tendo problemas em escolher uma canção, porque cada um tem uma ideia diferente do que podem cantar. Kiki quer cantar uma canção de opera, enquanto Shout quer cantar uma canção rock n roll. Twist e Marina têm que descobrir um jeito de ajudar seus amigos. |
| 11                 | 13/01/2010               | 21/04/2014                 | Hora de Dormir      | Shout ganha uma corneta da caixa de seu cereal favorito. Ele o toca o dia todo, e até de noite. Shout sabe que é hora de dormir, mas ele não consegue parar. Ele fica tocando sua nova corneta. Kiki, Marina, e Twist querem dormir, mas a corneta do Shout fica os acordando. Os três têm que trabalhar juntos para achar um jeito de fazer o Shout dormir. |
| 12                 | 12/01/2010               | 22/04/2014                 | Vamos Brilhar!      | Haverá uma festa noturna e todos estão decorando a rua. Os Fresh Beat Band começam o show e as luzes se apagam! Eles fazem fantasias com bastões luminosos e a festa se torna um show de luzes e brilho! |
| 13                 | 05/03/2010               | 23/04/2014                 | O Festival Country  | A Fresh Beat Band estão se preparando pra tocar música country. Eles vão à loja de música Nota Certa e conseguem alguns instrumentos de música country com o Reed. Kiki, Shout, e Marina logo escolhem os seus. Twist tem problema em achar um instrumento pra ele. Ele continua escolhendo diferentes instrumentos, mas nenhum deles soam como música country. O dia da apresentação chega, e Twist não tem nada pra tocar, e os outros Fresh Beats não querem tocar sem ele. Melody e Reed vem com a ideia do Twist cantar os passos para a quadrilha. |
| 14                 | 22/10/2009               | 24/04/2014                 | Sucos pra Viagem    | Kiki tem a ideia de começar um serviço de entrega com seus patins, mas quando se atrapalha precisa da ajuda de seus amigos. |
| 15                 | 11/01/2010               | TBA                        | March Our Way       | Os Fresh Beats estão liderando o desfile da escola, com uniformes e instrumentos de banda de marcha! Eles têm problema em marchar em linha reta e acabam marchando e dançando ao estilo Fresh Beat! |
| 16                 | 14/01/2010               | 02/06/2014                 | No Clima da Rima    | Twist pratica seu rap para o piquenique. Quando ele não consegue achar alguma coisa que rime com a palavra legal, ele acidentalmente perde sua voz. Kiki, Marina, e Shout consola Twist, e tentam achar um jeito de conseguir sua voz de volta. Eles decidem encontrar uma palavra que rime com legal com suas coisas de piquenique. |
| 17                 | 25/08/2009               | 25/04/2014                 | Au-au à Beça        | Reed perde seu cachorro, Banjo, e pede para os Fresh Beats o ajudar a encontrá-lo. Eles perseguem Banjo por toda a cidade, mas ele continua fugindo. Os Fresh Beats e Reed finalmente descobrem que Banjo pode ser atraído por música. Dependendo do ritmo que eles tocam a música, rápido ou devagar, Banjo irá se aproximar ou se distanciar deles. |
| 18                 | 28/05/2010               | 03/06/2014                 | Luau Sensacional    | A Fresh Beat Band está se preparando para se apresentar no Luau Havaiano. Depois de escolherem seus instrumentos com o Reed, eles começam a praticar. Marina fica preocupada quando seus quadris começam a balançar e o resto de seu corpo começa a dançar sem controle. Ela tenta descobrir como controlar, mas isso acontece toda vez que ela ouve música havaiana. No Luau, Melody explica para o grupo que Marina está dançando a hula, e o corpo dela tem uma história para contar.                                                                 |
| 19                 | 19/10/2009               | 04/06/2014                 | Abracadabra         | Há um Show de Talentos na escola e Twist quer fazer truques de mágica. Os outros querem cantar e dançar, especialmente quando os truques não funcionam. No final, os Fresh Beats se apresentam... com os truques de mágica do Twist! |
| 20                 | 22/04/2010               | 05/06/2014                 | A Máquina de Bolhas | É dia de limpar e reciclar e os Fresh Beats estão limpando a rua! Mas Shout também quer tocar música, então eles constroem um máquina de limpeza que solta bolhas e toca música, usando partes de instrumentos de sopro descartados que pegaram com Reed! |

### Temporada 2: 2010–11
| Número do episódio | Data de exibição nos EUA | Data de exibição no Brasil | Episódio                       | Descrição |
| 21                 | 24/07/2011               | 23/04/2013                 | Jazz com Ginga                 | Twist salva uma planta e a leva para seu quarto. O que eles não sabiam é que a planta cresce toda vez que ouve improviso de jazz. Twist canta bastante improviso, até enquanto dorme. Na manhã seguinte, os Fresh Beats percebem que a planta cresceu muito, e transformou o lobby em uma selva. |
| 22                 | 03/07/2011               | 24/04/2013                 | No Ritmo da Conga              | Uma bexiga comum parece ter vida própria. A bexiga segue a Fresh Beat Band por toda a cidade. Isso fez o grupo a adotar como uma mascote, e o Twist a chama de "Belinha." |
| 23                 | 08/31/2010               | 25/04/2013                 | Fom Fom                        | A Fresh Beat Band decide que é hora de ter um carro. Eles vão para o computador, e escolhem o estilo do carro. A entregora chega com o carro, mas está desmontado em 57 caixas diferentes. Agora, os Fresh Beats tem que descobrir como montar o carro sozinhos. |
| 24                 | 01/09/2010               | 26/04/2013                 | Acampamento com as Estrelas    | A Fresh Beat Band decide ir a um acampamento. No passeio, eles só poderão usar instrumentos acústicos, já que não há eletricidade na floresta. Twist demorou para entender essa parte. Ele levou vários equipamentos, mas a turma o lembrou que não há lugar para ligá-los. Logo após, eles acampam, os Fresh Beats observam estrelas cadentes. |
| 25                 | 30/08/2010               | 30/04/2013                 | Dia de Circo                   | O circo está na cidade. Reed está trabalhando no circo, e avisa aos Fresh Beats que só metade conseguiu chegar a cidade. Os Fresh Beats ajudam a levantar a lona do circo. Reed menciona que não há pessoas para se apresentar, então eles terão que cancelar o circo. Sabendo que o cancelamento iria entristecer os Junior Beats, A Fresh Beat Band se oferecem para fazer os números do show. Porém, eles têm pouco tempo para praticar até as cortinas se abrirem.                          |
| 26                 | 02/09/2010               | 01/05/2013                 | Cantando na Chuva              | Marina está tentando escrever uma nova canção, mas não consegue pensar em um tema. Depois de começar a chover, Marina decide escrever sobre a chuva. Mas Marina tem um bloqueio criativo quando a chuva pára, então Kiki, Twist, e Shout tentam ajudar recriando o ritmo da chuva. Eles também querem descobrir se o homem do tempo da TV está os escutando. |
| 27                 | 03/07/2011               | 02/05/2013                 | As Calças Presto               | Os Fresh Beats precisam praticar pra uma performance de dança, mas eles também querem jogar basquete. A solução? Calças Presto para ajudá-los a fazer o passo de dança super-rápido de basquete! |
| 28                 | 25/10/2010               | 03/05/2013                 | A Abóbora Gigante              | Shout encontra sua abóbora gigante para o Festival de Outono mas ela é muito grande para mover sozinho. Então os Fresh Beats trabalham juntos para movê-la. Eles chegam ao festival a tempo e se apresentam como um quarteto com sua abóbora gigante! |
| 29                 | 15/09/2010               | 04/05/2013                 | Volta às Aulas                 | É o primeiro dia de volta às aulas e os Fresh Beats não consegue decidir entre sua canções favoritas, Pernas Doidas, Botar pra Quebrar, Bate-bate e Dança da Estátua, pra gravar. Eles então têm a ideia de fazer uma incrível música de volta às aulas. |
| 30                 | 10/03/2011               | 05/05/2013                 | O Caso do Violino Perdido      | Os Fresh Beats vão até o grupo de música, Nuttin' But Stringz, no parque. Eles estão se preparando pro concerto, e convidam os Fresh Beats pra tocar com eles. Os Fresh Beats correm para o lobby para pegar o violino favorito da Kiki. Porém, quando chegam, ele está desaparecido. Não tema, Twist e sua lupa magnífica estão no caso. |
| 31                 | 13/12/2010               | 19/12/2013                 | Fresh Beats na Brinquedolândia | Nesse episódio especial de natal, os Fresh Beats são brinquedos. Twist é um robô dançarino, Shout é um super-herói, Kiki é uma bailarina, e Marina é uma vaqueira. |
| 32                 | 07/03/2011               | 05/08/2013                 | O Festival de Zydeco           | Os Fresh Beats estão pegando a estrada para o Festival de Zydeco. Já que tudo não cabe no mesmo veículo, Kiki e Marina vão na frente no carro dos Fresh Beats com as decorações para o carro alegórico. Enquanto isso, Reed leva Twist e Shout no seu caminhão de entrega carregando os instrumentos. O caminhão do Reed quebra no caminho, então Twist e Shout têm que ir até o desfile de bicicleta. Marina e Kiki têm que encontrar instrumentos improvisados para a banda tocar no desfile. |
| 33                 | 09/03/2011               | 22/07/2013                 | A Dança do Lava-Rápido         | Kiki está tentando coreografar uma nova dança que ela espera que todos queiram fazer. Depois de Twist não conseguir salvar o carro dos Fresh Beats dos sucos voadores, a banda decide que é hora de lavar o veículo. Enquanto lavam o carro, Kiki não percebe que ela criou a Dança do Lava-Rápido. |
| 34                 | 17/07/2011               | 23/07/2013                 | Sigam o Líder                  | Twist adorou se tornar o regente da banda da escola, mas ele precisa ser um bom ouvinte também. Shout, Marina, e Kiki o ajuda a ouvir a música para que ele possa regê-los corretamente. |
| 35                 | 08/03/2011               | 24/07/2013                 | O Coral Incrível da Kiki       | Kiki escreveu uma nova canção. A banda a canta, mas alguma coisa não está certa. Os Fresh Beats descobrem que precisam de mais vozes. Eles andam pela cidade ouvindo pessoas que possam cantar, e as convida para fazer parte do coral. |
| 36                 | 10/07/2011               | 25/07/2013                 | Festa dos Tambores             | Kiki, Shout, e Twist estão planejando uma festa surpresa de aniversário para a Marina. Para um presente de aniversário, todos decidem dar um tambor, mas não sabem que os outro estão pensando na mesma coisa. |
| 37                 | 10/07/2011               | TBA                        | Mixed Up Musical               | Twist e Shout acordam vestindo a roupa do outro. Marina e Kiki também acordam uma usando a roupa da outra. Depois de se trocarem com as roupas certas, os Fresh Beats tentam ter uma ideia pra um musical da escola. Eles pedem ajuda pro Reed e pra Melody, cujas entregas foram trocadas. Depois, quando eles vão procurar por fantasias, elas também foram trocadas. Os Fresh Beats então decidem que o tema poderia ser o dia misturado deles.                                              |
| 38-39              | 27/05/2011               | TBA                        | Band in a Jam                  | Parte 1, A Fresh Beat Band está indo ver o concerto do Ne-Yo. Eles acabam presos em um quarto perto do show. Enquanto tentam achar um jeito de sair, eles se lembram de como se conheceram. Parte 2, A Fresh Beat Band se lembra dos seus primeiros dias como um grupo enquanto estão presos no quarto perto do show. A banda quer ver o concerto do Ne-Yo, que é um dos seus cantores favoritos. Eles finalmente conseguem sair, e se juntar ao Ne-Yo no palco.                                |
| 40                 | 17/07/2011               | 21/09/2013                 | O Concurso de Dança            | Há uma competição de sapateado. Kiki é chamada para estar em um time, enquanto Twist e Shout são chamados para estarem em outro. Kiki e Marina percebem que não importa vencer a competição e que alguém pode acabar se magoando. Eles decidem juntar os dois times para poder se apresentarem juntos. |

### Temporada 3: 2011-2013
Notas:
- O novo personagem "Harper" é apresentado - Ele aparece na pizzaria
- Os Fresh Beats se formam na escola de música
- Essa Temporada marca a entrada de Tara Perry como Marina, substituindo Shayna Rose
- A canção "Bons Amigos" substitui a canção original  "Quero te Ajudar," a canção "Começou" substitui "Eu Vou Nessa," e a canção "Good Times" substitui "Vamos Tocar."
- Kiki, Marina, Twist, e Shout estão com novas roupas.
- Marina está com uma nova bateria.

| Número do episódio | Data de exibição nos EUA | Data de exibição no Brasil | Episódio                        | Descrição |
| 41                 | 24/06/2011               | 14/02/2015                 | O Dia de Formatura              | A Fresh Beat Band estão se preparando para a formatura da escola de música. Enquanto preparam sua apresentação, eles começam a pensar sobre o que eles podem ser quando se formarem. Todos tem um plano exceto Marina, que está indecisa. Eles sugerem diferentes ideias pra ela, mas nada parece funcionar. Os Fresh Beats também descobrem que se formando e seguindo outras carreiras, eles não serão mais uma banda. A Fresh Beat Band irá acabar? |
| 42                 | 24/06/2011               | 2 21 2015                  | Giant Pizza                     | Twist cheira um novo aroma misterioso no parque. O cheiro é de pizza. Marina, Shout, e Kiki seguem o nariz de Twist até a origem do cheiro. Os Fresh Beats conhecem Harper, que se mudou pra cidade, e está abrindo sua pizzaria. Harper precisa de ajuda para preparar a grande abertura, além de ser Dia de Pizza e Pirata. Os Fresh Beats se oferecem pra ajudar vestindo as fantasias de piratas, distribuindo panfletos e servindo amostras grátis. Quando ele consegue mais clientes do que esperava, os Fresh Beats tem que ajudar Harper a achar um jeito de fazer mais pizzas para os clientes. |
| 43                 | 18/11/2011               | 21/03/2015                 | Super-heróis da Dança           | Shout compra a nova edição do gibi da Poderosa Banda Musical. Ele liga para os outros, e eles concordam em se encontrarem na pizzaria para ler juntos. Harper os informa que é Dia da Poderosa Banda Musical na pizzaria, e pede para eles vestirem as fantasias e servirem as pizzas. De repente eles ouvem um som de guitarra, e vão pra fora. Alguém congelou Melody, Reed, Harper, e os outros cidadãos da cidade. Depois de tentar descongelar os amigos, os Fresh Beats vão até a vilã Dama de Gelo (insterpretada por Nikki Blonsky). A Dama de Gelo pensa que eles são a Poderosa Banda Musical de verdade, e os desafia a pará-la. Os Fresh Beats percebem que suas fantasias vieram com super poderes. |
| 44                 | 08/07/2011               | 2 28 2015                  | Cool Pool Party                 | A Fresh Beat Band está se preparando para dar uma festa na piscina para todos os seus amigos. Depois de prepararem o local, eles decidem checar a piscina. Infelizmente, o pulo foi tão grande, que tirou toda a água da piscina. Agora eles têm que achar um jeito de encher a piscina antes que os convidados cheguem. |
| 45                 | 07/12/2013               | 28/03/2015                 | Dia de Neve                     | Quando os Fresh Beats usam um liquidificador gigante para fazer neve para o show de inverno, eles acabam cobrindo a cidade toda! Como eles vão fazer pra sair dessa neve toda? Patinação no gelo, alguém? |
| 46                 | 25/11/2011               | 04/04/2015                 | Estrela de Rock                 | Marina quer que Kiki, Twist, e Shout joguem o jogo Estrela do Rock com ela. No começo eles deixam passar, porque ela tem o hábito de tentar trapacear, mas depois eles só aceitam jogar se Marina seguir as regras. Os Fresh Beats jogam, e de novo Marina começa a quebrar as regras. Depois de fazê-la jogar corretamente, Twist, Kiki, e Shout jogam sua rodada. Na segunda vez de Marina, ela intencionalmente bate na mesa, e pára no espaço branco e preto. Mesmo que ela não tenha seguido as regras, os Fresh Beats estão curiosos em saber o que acontece quando se pára em um espaço branco e preto, porque ninguém fez isso antes. Os Fresh Beats acabam parando dentro do jogo |
| 47                 | 09/12/2011               | 4 11 2015                  | The Fresh Bots                  | Depois de gravarem no estúdio, Twist e Marina estão tentando se lembrar do que esqueceram. Twist se lembra que prometeu a Melody que eles iam colher frutos para os seus sucos. Marina se lembra que prometeu a Harper que eles iam ajudar a fazer molho para as pizzas. Isso os faz se perguntarem como vão estar em dois lugares ao mesmo tempo. Twist sugere que eles usem robôs. Shout liga para a "Entrega de Robôs", e pede quatro robôs para ajudá-los. Os robôs se parecem com os Fresh Beats e Kiki os chama de "Fresh-Bôs." A ajuda vira um caos, e os Fresh-bôs fazem as coisas piorarem. |
| 48                 | 11/11/2011               | 4 18 2015                  | Chimps in Charge                | Harper pede aos Fresh Beats para cuidar de um par de chimpanzés, Chewy e Bingo, pra ele. Eles pensam que será fácil, mas logo percebem que não é o que parece. Shout e Twist cuidam de Chewy, enquanto Kiki e Marina cuidam de Bingo e os leva para tirar um cochilo nos quartos. Enquanto os Fresh Beats dormem, os chimpanzés escapam e causam um caos na rua. A banda acorda, e percebe que precisa achar um jeito de controlar Chewy e Bingo. Marina e Twist têm a ideia de fazer um trepa-trepa para eles brincarem e eles botam pra quebrar. |
| 49                 | 13/10/2013               | 4 25 2015                  | Pink Swan                       | Kiki está nervosa por causa da audição para o ballet do Cisne Rosa. Os outros Fresh Beats e Harper decidem e ir junto e participar também. Kiki faz os passos muito bem, mas os outros têm muita dificuldade. O diretor (interpretado por Wayne Brady) escolhe Kiki para o papel principal, mas ela tem que aprender a dar cinco voltas em uma linha. Enquanto Kiki está no ballet, os Fresh Beats chamam Reed para ficar no lugar da Kiki tocando guitarra. |
| 50                 | 19/08/2012               | 5 2 2015                   | Hoop Dreams                     | Os Junior Beats estão se preparando pro seu primeiro jogo de basquete. A Fresh Beat Band vai ao jogo torcer e se apresentar no show de intervalo. Quando descobrem que os Junior Beats estão praticando no meio da rua, os Fresh Beats decidem uma quadra de basquete para os seus jovens amigos. O dia do grande jogo chega, e o outro time não aparece. Para não entristecer os Junior Beats, os Fresh Beats se preparam e concordam em jogar contra eles. Os Fresh Beats planejam deixar fácil para os Junior Beats, mas os Junior Beats tem outras ideias. |
| 51                 | 02/12/2011               | 5 9 2015                   | Bollywood Beats                 | Os Fresh Beats estão se preparando para se apresentar no Festival Indiano que chegou à cidade. Enquanto procuram por instrumentos na loja de música do Reed, Nota Certa, eles libertam um gênio mágico. O gênio aceita realizar quatro desejos, mas primeiro ele sente cheiro de pizza. Os Fresh Beats acham o gênio e seus amigos na Pizzaria Que Canta. Os Fresh Beats querem que o concerto no Festival seja o melhor show de todos. O problema é quando eles fazem seus pedidos, o gênio não entende as gírias ou os modos de falar, e realiza os pedidos literalmente. |
| 52                 | 08/06/2012               | 5 16 2015                  | Yo! Fresh Beats Go Gabba Gabba! | Os Fresh Beats estão sentados na Pizzaria Que Canta ouvindo a ideia de Harper sobre a nova pizza quando eles se surpreendem com a visita do D.J. Lance e o resto da turma de Gabbalândia. Eles estão à caminho da praia, mas Plex desenvolveu um caso de soluços, e está os levando pra todo tipo de lugares diferentes. Depois de um número musical, Plex começa a soluçar novamente, e desaparata com os Fresh Beats e os Gabbas pra diferentes lugares ao redor do mundo. Os Fresh Beats e os Gabbas têm que trabalhar juntos para consertar Plex e chegar à festa na praia. |
| 53                 | 24/10/2011               | 5 23 2015                  | Ghost Band                      | A Fresh Beat Band está convidada para se apresentar em uma cidade do velho oeste. Quando chegam, eles descobrem que a cidade é assombrada por uma Banda Fantasma. A Banda Fantasma não quer mais nenhuma banda tocando em sua cidade, então eles têm que assustá-los de todo jeito. A Banda Fantasma faz o seu melhor pra tentar espantar os Fresh Beats. Os Fresh Beats se recusam a sair, e encaram a Banda Fantasma nume série de três desafios. A banda perdedora deixa a cidade. |
| 54                 | 04/11/2011               | 5 30 2015                  | Veloci-Rap-Star                 | Depois de se apresentarem na Pizzaria Que Canta, um agente de talentos chamado Max se interessa em Twist. Ele oferece a Twist a oportunidade de se tornar um grande astro do rap tendo o seu próprio show de rap. Twist não tem certeza se quer ou não, e pergunta para seus amigos o que eles acham. Kiki, Shout, e Marina não querem que ele vá, mas ao mesmo tempo eles não querem se meter no decisões de Twist, então eles o incentiva. Twist embarca numa grande campanha de mídia. Porém, na noite do concerto, Max revela que será uma turnê inteira, e não só um concerto. Ele também quer que Twist se junte a Banda Dinossauro. |
| 55                 | 10/02/2013               | 6 6 2015                   | Laughing Dance Master           | A cidade toda está se preparando para o Festival do Dragão. Os Fresh Beats vão à audição, mas são rejeitados por Bobbi, a diretora do Festival do Dragão. Eles pedem uma segunda chance, e se Bobbi conhece alguém que possa ajudar. Ela os manda para o Mestre de Dança Risonho. Os Fresh Beats querem a sabedoria do Mestre de Dança Risonho. Porém, ao invés de ensiná-los como dançar para o Festival do Dragão, ele pede para fazerem tarefas em sua casa. |
| 56                 | 10/02/2012               | 6 13 2015                  | Royal Wedding                   | Todos na cidade estão animados, porque haverá um casamento real. A Princesa chega primeiro, e informa a todos que o casamento está cancelado porque ela não ama mais o Príncipe. Os Fresh Beats a convida para ficar na sua casa para esclarecer as coisas. Enquanto leva a bagagem, Twist fica derrubando as coisas. A Princesa acha Twist muito engraçado, e decide que ele deveria casar com ela. Twist não tem a intenção de se casar, e fica fugindo dela. Enquanto isso, o Príncipe chega e procura pela Princesa. Kiki, Shout, e Marina tentam ajudar o Príncipe a ganhar a Princesa de volta provando que ele pode ser mais engraçado que o Twist. O problema é que o Príncipe não sabe como ser engraçado. |
| 57                 | 20/04/2012               | 6 20 2015                  | Keeping it Green                | Shout e Kiki estão jogando futebol contra Marina e Twist no parque. Os Junior Beats os convida para jogar croquete. Enquanto jogam, a Prefeita e o operário interrompem o jogo com um carrinho de golf. A Prefeita comunica aos Fresh Beats que vai destruir o parque para construir um prédio comercial. Os Fresh Beats não querem ver o parque destruído, então, primeiramente, eles fazem muitos truques para despistar os operários. Eles então fazem um grande concerto para tentar convencer a Prefeita a mudar de ideia. |
| 58                 | 14/10/2012               | 6 27 2015                  | Dance-A-Thon                    | Harper está realizando uma maratona de dança a noite toda na Pizzaria Que Canta. O grande prêmio é todo o dinheiro do grande cofrinho de porco. Os Fresh Beats entram na competição. As regras são: você deve dançar o tempo todo, sem deixar a pizzaria, e não pode dormir na pista de dança. O último que continuar dançando ganha. Para a música, são tocados vários vídeos da Fresh Beat Band dessa temporada. |
| 59-60              | 27/01/2012               | 7 4 2015                   | The Wizard of Song              | Parte 1, A Fresh Beat Band esta se preparando pra um concerto na pizzaria. Marina está entediada e não quer ensaiar mais. Ela decide fazer um intervalo, e vai a procura de cupcakes no carro dos Fresh Beats. Como em O Mágico de Oz, ela vai parar dentro de um tornado, e chega em uma terra bem distante. Ela conhece a Bruxa Boa(interpretada por Sarah Chalke), que mostra o caminho para ver o Mágico da Canção. Ela faz amigos pelo caminho, que se parecem muitos com seus amigos antigos; o Espantalho (Twist), a Mulher de Lata (Kiki), e o Leão Covarde (Shout). Parte 2, A Bruxa Má (Melody) tenta prevenir Marina e seus amigos de chegarem ao Mágico da Canção (interpretado por Jason Mraz) colocando um feitiço do sono usando flores de um campo na estrada. O Espantalho (Twist) tem a ideia de começar uma guerra de travesseiro para evitar que eles caiam no sono. Eles conseguem atravessar o campo e chegar até o Mágico da Canção. O Mágico concorda em realizar seus desejos, mas primeiro eles têm que voltar até a Bruxa Má, e trazer de volta algum de seus cupcakes. Nota: Esse episódio é uma paródia de O Mágico de Oz. |

### Concerto Especial: 2013
| Número do episódio | Data de exibição nos EUA | Data de exibição no Brasil | Episódio          | Descrição                                                                                           |
| 60                 | 21/04/2013               | TBA                        | Concerto Especial | Um especial stand-alone tendo um olhar por trás dos bastidores da turnê ao vivo de Fresh Beat Band. |